# Dynazty
A Dynazty svéd power metal zenekar Stockholmból.

## Történet
A Dynazty-t Love Magnusson és John Berg alapította 2007-ben. Hamarosan csatlakozott hozzá Georg Härnsten Egg és Joel Fox Apelgren.
Néhány koncert után, különböző énekesekkel, 2008 tavaszán a Myspace-en keresztül találták meg az énekest és frontembert, Nils Molint. Azóta a Dynazty nyolc teljes hosszúságú albumot adott ki, és turnézott Svédországban és nemzetközi színtéren is.
A zenekar a 2011-es Melodifestivalen versenyen a „This Is My Life” című dallal vett részt, amely a korábbi győztes (Melodifestivalen 2010) Anna Bergendahl metal feldolgozása. A zenekar a 2012-es Melodifestivalen versenyen is indult a „Land of Broken Dreams” című dallal a negyedik fordulóban, Malmőben, 2012. február 25-én. A dal továbbjutott a „második esély” fordulóba, de nem jutott be a 10-es döntőbe.
A zenekar 2012. február 29-én adta ki harmadik albumát, a Sultans of Sint. A zenekar basszusgitárosa, Joel Fox Apelgren szerint az album producere Peter Tägtgren volt, valamint egy dalt Chris Laney-vel és egy dalt Nicke Borggal közösen írtak. Az albumon szerepel a Bastards of Rock & Roll című dal bővített szólóváltozata és a japán kiadáson egy bónusz szám is, a Madness.
2013-ban a Dynazty lemezszerződést kötött a Spinefarm Records-szal a negyedik stúdióalbumukról, a Renatusról (latinul „Újjászületés”). Ez a lemez nem csak a zenekar hangzásában, és felállásában jelentett változást, hanem a szöveges témákban is: ahelyett, hogy a szokásos '80-as évekbeli rock témákra, mint a bulizásra és a szabadságra koncentráltak volna, mélyebb szövegeket tartalmazott, amelyek a halandósággal és a spiritualitással foglalkoznak, valamint vallási képeket és témákat is beépítettek. Az album egy kislemezt tartalmazott, „Starlight” címmel.
2016-ban a zenekar újabb albumot adott ki, a Titanic Masst, amely folytatta a zenekar új, dallamosabb irányvonalát és az érett, mély lírai témákat. Ez az album ismét egy kislemezt tartalmazott, a „The Human Paradox” címűt. Ez volt egyben az utolsó kiadványuk is a Spinefarmon.
2017 júliusában a svéd heavy metal zenekar, az Amaranthe a Facebook-oldalán közölte, hogy Nils Molin állandó énekesként csatlakozik a bandához, miután Jake E-t helyettesíti a turnékon, miközben párhuzamosan továbbra is a Dynaztyban énekel.
2018. július 21-én bejelentették, hogy a Dynazty leszerződött az AFM Recordshoz. 2018. július 27-én megjelent a „Breathe with Me” című kislemez, az első a három kislemez közül a Firesign című hatodik albumukról, amely 2018. szeptember 28-án jelent meg. Ez az album gyorsabb és kevésbé metálos irányzatot mutatott, mint a Titanic Mass. A „Breathe with Me”-t a „The Grey” követte 2018. augusztus 24-én, végül pedig a címadó „Firesign” szeptember 14-én.
2020. január 30-án jelent meg az első kislemez a hetedik, The Dark Delight című albumukról „Presence of Mind” címmel. Ezt követte február 28-án a „Heartless Madness”, végül pedig március 13-án a „Waterfall”. A The Dark Delight 2020. április 3-án jelent meg, és ez volt a második kiadványuk az AFM Records gondozásában. Az album tartalmazza a zenekar első együttműködését is, Nils Molin Amaranthe zenekari társával, Henrik „Gg6” Englund Wilhelmssonnal, aki a negyedik „From Sound to Silence” és az „Apex” című számban közreműködik.
2021 júliusában a Dynazty stúdióba vonult, hogy elkezdje felvenni nyolcadik stúdióalbumát, a Final Adventet. Az első kislemez, az „Advent” 2021. október 29-én jelent meg, amit 2021. december 3-án a „Power of Will” követett. 2022. augusztus 26-án hivatalosan is megjelent a Final Advent. 2022. augusztus 26-án pedig a Final Advent.

## Diszkográfia

### Albumok
| Év   | Az album részletei                                                                                                   |
| ---- | --- |
| 2009 | Bring the Thunder - Megjelenés: 2009. július 21 - Producer: Chris Laney - Kiadó: Perris Records - Formátum: CD       |
| 2011 | Knock You Down - Megjelenés: 2011. április 20 - Producer: Michael Vail Blum - Kiadó: StormVox Records - Formátum: CD |
| 2012 | Sultans of Sin - Megjelenés: 2012. február 29 - Producer: Peter Tägtgren - Kiadó: SoFo Records - Formátum: CD, LP    |
| 2014 | Renatus - Megjelenés: 2014. március 31 - Gyártó: Dynazty - Kiadó: Spinefarm Records - Formátum: CD                   |
| 2016 | Titanic Mass - Megjelenés: 2016. április 15 - Gyártó: Dynazty - Kiadó: Spinefarm Records - Formátum: CD              |
| 2018 | Firesign - Megjelenés dátuma: 2018. szeptember 28 - Gyártó: Dynazty - Kiadó: AFM Records - Formátum: CD              |
| 2020 | The Dark Delight - Megjelenés dátuma: 2020. április 3 - Gyártó: Dynazty - Kiadó: AFM Records - Formátum: CD          |
| 2022 | Final Advent - Megjelenés dátuma: 2022. augusztus 26 - Gyártó: Dynazty - Kiadó: AFM Records - Formátum: CD           |

### Kislemezek

#### 2009
- "Far Away"
- "Lights Out in Candyland"
- "Bring the Thunder"

#### 2011
- "This Is My Life"
- "Get It On"
- "Mr. Money"

#### 2012
- "Sultans of Sin"
- "Land of Broken Dreams"
- "Raise Your Hands"

#### 2014
- "Starlight"

#### 2016
- "The Human Paradox"

#### 2018
- "Breathe with Me"
- "The Grey"
- "Firesign"

#### 2020
- "Presence of Mind"
- "Heartless Madness"
- "Waterfall"

#### 2021
- "Advent"
- "Power of Will"

#### 2022
- "Yours"
- "Natural Born Killer"
- "The White"

#### 2024
- "Devilry of Ecstasy"

## Fordítás
Ez a szócikk részben vagy egészben  a   Dynazty című angol Wikipédia-szócikk ezen változatának fordításán alapul.  Az eredeti cikk szerkesztőit annak laptörténete sorolja fel. Ez a jelzés csupán a megfogalmazás eredetét és a szerzői jogokat jelzi, nem szolgál a cikkben szereplő információk forrásmegjelöléseként.